# Stanisław Kania
Stanisław Kania (n. 8 martie 1927, Wrocanka⁠(d), Jasło County⁠(d), voievodatul Subcarpatia, Polonia – d. 3 martie 2020, Varșovia, Polonia) a fost un politician comunist polonez. 
Kania s-a născut în Wrocanka. În 1944, la vârsta de doar 17 ani, s-a alăturat rezistenței anti-naziste poloneze și un an mai târziu, când germanii au fost alungați și comuniștii au preluat controlul întreg al puterii în Polonia, s-a înscris în Partidul Comunist Polonez (Komunistyczna Partia Polski - KPP). În anii 1950, a fost implicat în activități ale tineretului comunist polonez și a absolvit în 1952 Școala de Partid.
În 1980, după ce Edward Gierek a fost forțat să demisioneze din funcția de secretar general al Partidului Muncitoresc Unit Polonez (Polska Zjednoczona Partia Robotnicza - PZPR), ca urmare a crizei tot mai acute a regimului comunist, el a fost cel care a preluat această funcție. El a admis că predecesorii săi au făcut multe greșeli din punct de vedere economic și a pledat pentru colaborarea cu Biserica Catolică și cu sindicatele și organizațiile muncitorești. De asemenea, Kania s-a întâlnit și cu liderul sindicatului Solidaritatea, Lech Wałęsa, pentru discuții în vederea reformării economiei.
A deținut funcția de secretar general al PZPR doar până în 1981, când a fost înlocuit deoarece a criticat URSS pentru faptul că susține un model economic care nu a trecut testul. Succesorul său a fost prim-ministru de atunci, Wojciech Jaruzelski.